# Eisenbahnüberführung Denkendorfer Tal
Die Eisenbahnüberführung Denkendorfer Tal ist eine im Zuge des Projekts Stuttgart 21 im Bau befindliche Eisenbahnbrücke der Schnellfahrstrecke Stuttgart–Wendlingen. Sie überspannt südlich der baden-württembergischen Gemeinde Denkendorf parallel der Bundesautobahn 8 das namensgebende Tal, die Landesstraße 1204, den Erlachgrabenbach sowie einen Radweg.

## Beschreibung
Die 175 Meter lange Brücke ist Teil des Planfeststellungsabschnitts 1.4 des Projekts. Die maximale Höhe über dem Talgrund beträgt 10,5 Meter. Der Planfeststellungsbeschluss erging am 30. April 2008. Der Überbau, ein Spannbetonplattenbalken, lagert auf neun bis elf Meter hohen Pfeilern von 1,20 Meter Durchmesser, die paarweise angeordnet und durch einen Kopfbalken verbunden sind. Die Stützen und die beiden Widerlager sind auf 79 bis zu 19 Meter langen Bohrpfählen mit einem Durchmesser von 1,50 Metern gegründet. Der Überbau hat sieben Öffnungen und eine maximale Stützweite von 27 Metern.

## Geschichte
Die Entwurfsplanung der Talbrücke Denkendorf und der Eisenbahnüberführung Sulzbachtal wurden gemeinsam im August 2010 im Amtsblatt der Europäischen Union ausgeschrieben.
Der Bauauftrag wurde am 25. Juli 2013 europaweit ausgeschrieben. Der zu vergebende Bauvertrag sollte vom 1. Januar 2014 bis 31. Dezember 2016 laufen. Die Ausführungsplanung und Bauausführung wurde im April 2014 für 6,2 Millionen Euro netto an die Max Bögl Bauunternehmung GmbH & Co. KG (Sengenthal) vergeben.
Im Herbst 2014 wurde ein im Baufeld stehendes Wirtschaftsgebäude abgebrochen, die eigentlichen Bauarbeiten begannen im November 2015. Im Februar 2016 wurden als erste Maßnahme die Arbeiten an den Bohrpfählen abgeschlossen.
Die Fertigstellung war ursprünglich für Oktober 2016 geplant.

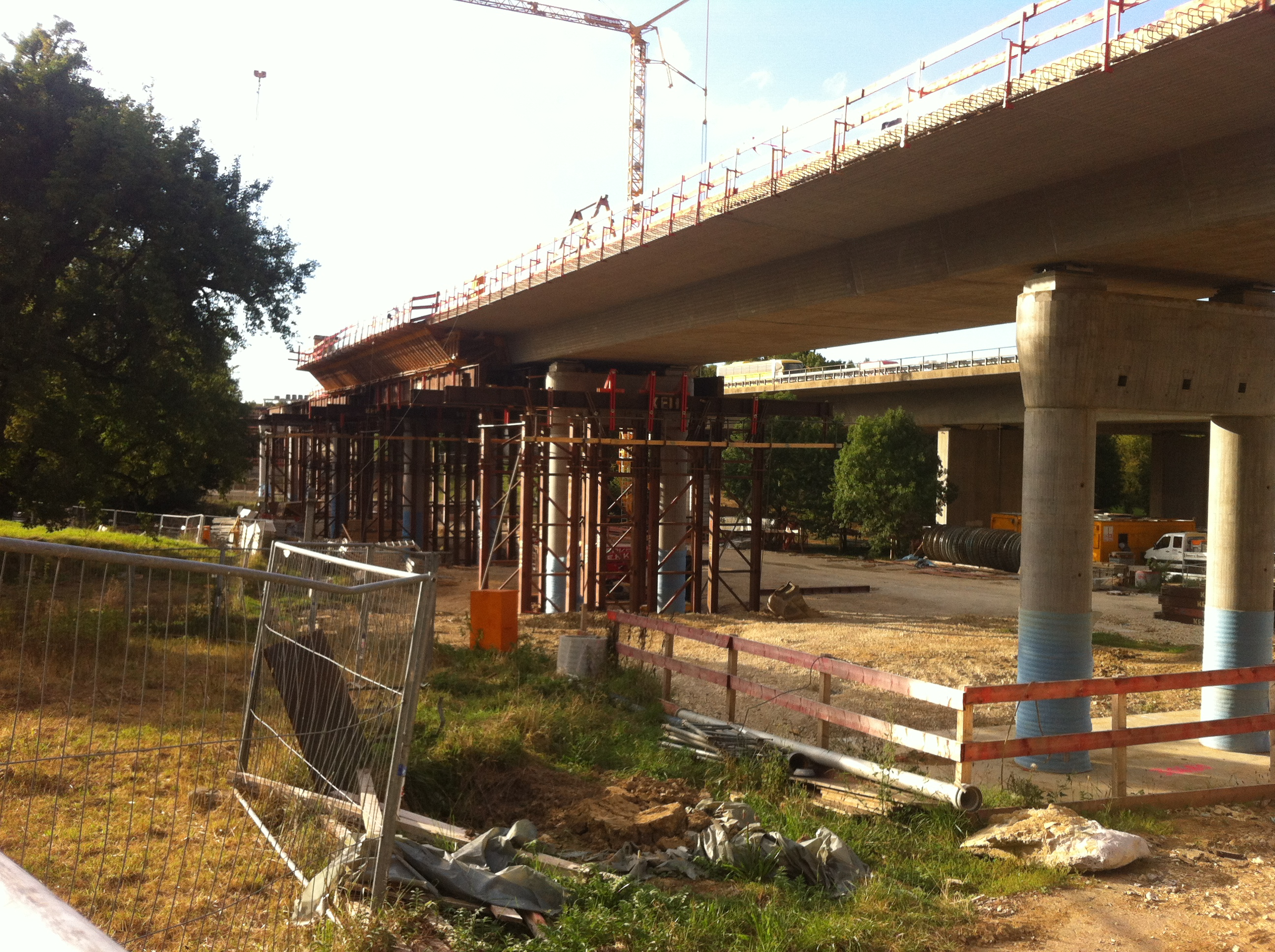
Bauzustand August 2016
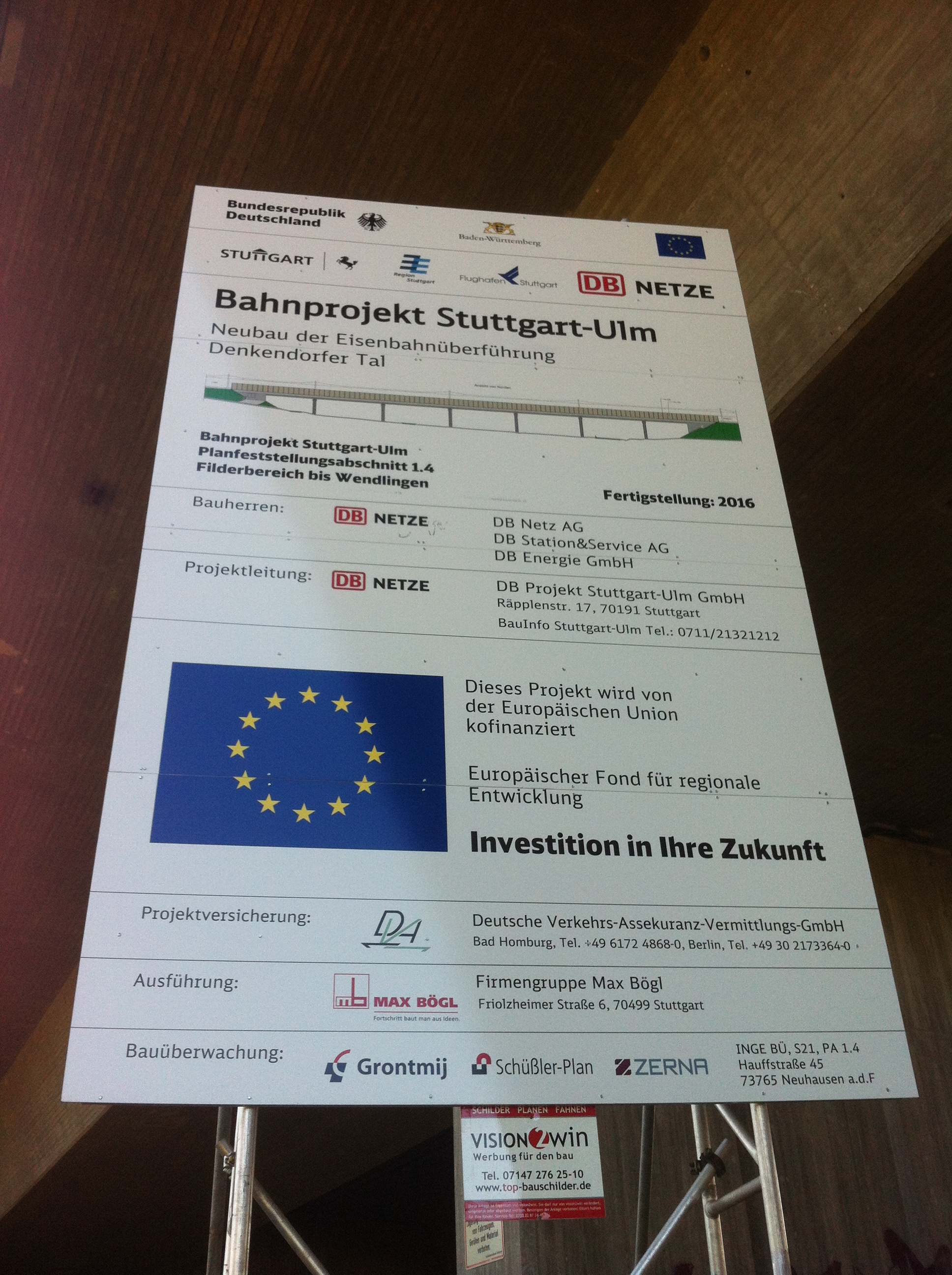
Bauschild

Im Juli 2022 war der Gleisbau im Gang.